# 慕容王后
慕容王后（?—?），北燕昭成帝冯弘的王后。在文成帝冯跋在位的时候，中山公冯弘的原配夫人是王夫人。太平二十二年（430年）九月，冯弘夺得大位，太兴元年（431年）二月立慕容氏为王后，太兴二年（432年）正月，立其子馮王仁为太子，而没有立王夫人所生长子馮崇。之后慕容王后经历不详，太兴六年（436年）五月，北燕被北魏灭亡，北魏太延四年（438年），冯弘在高句丽被长寿王所杀。